# Anett C. Oelschlägel

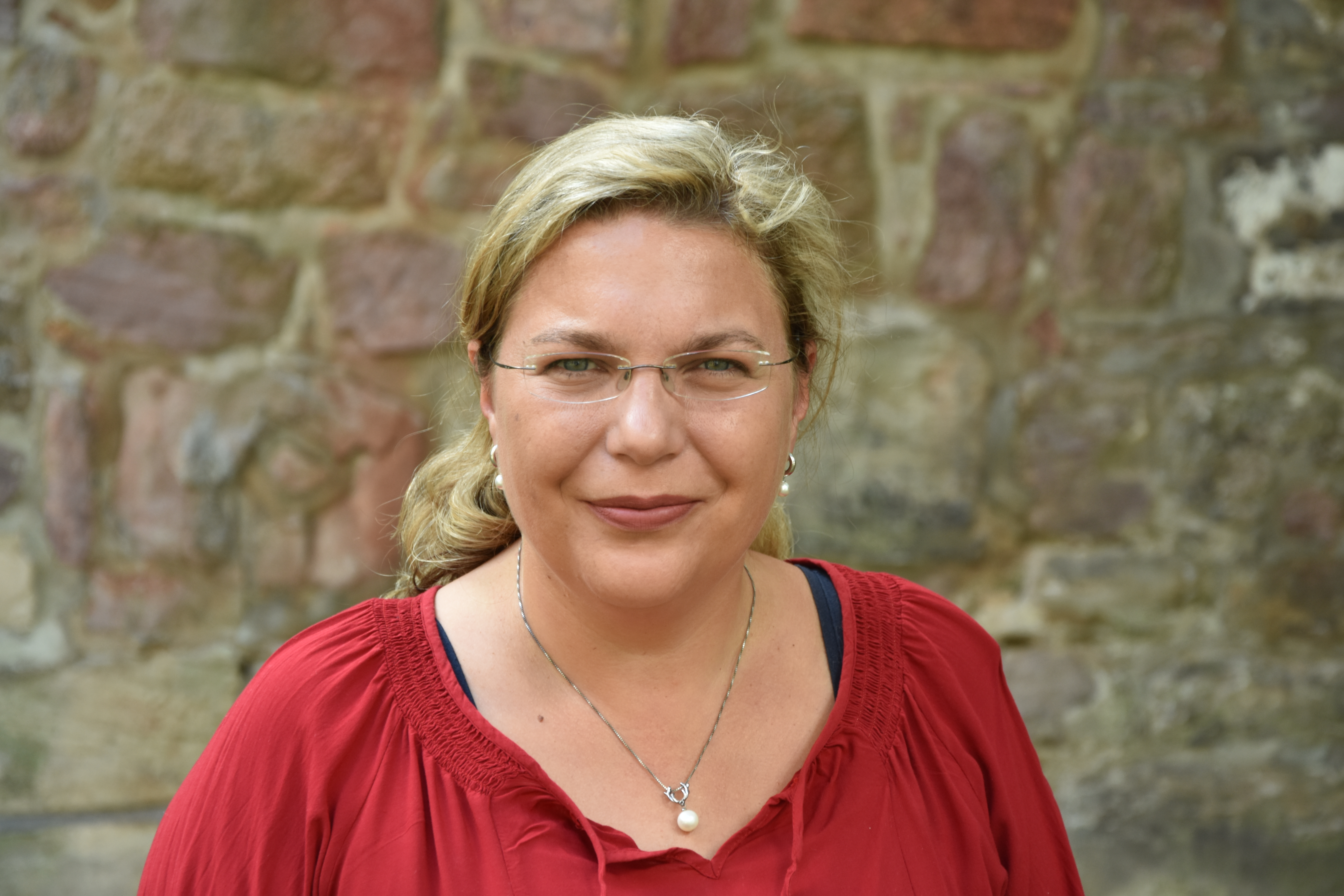
Anett C. Oelschlägel, 2018

Anett Christine Oelschlägel (* 11. Februar 1974 in Oelsnitz/Vogtl.) ist eine deutsche Ethnologin und Schriftstellerin (Pseudonym Anna Sperk), die mit einem Roman über den Wissenschaftsbetrieb in Deutschland bekannt wurde.

## Leben
Anett C. Oelschlägel studierte Ethnologie, Religionswissenschaft und Zentralasienwissenschaften an der Universität Leipzig, unter anderem bei Erika Taube. Sie forschte seit Mitte der 90er Jahre in Südsibirien und Zentralasien, besonders in der Republik Tuwa der Russischen Föderation und in Kirgisistan. Von 2005 bis 2013 arbeitete sie am Max-Planck-Institut für ethnologische Forschung in Halle (Saale). Im Jahr 2011 verteidigte sie ihre Dissertation zum Thema „Plurale Weltinterpretationen“ im Fach Ethnologie an der Universität Leipzig.
Im Jahr 2017 debütierte sie unter dem Pseudonym Anna Sperk als Schriftstellerin. Neben ihrer schriftstellerischen Tätigkeit arbeitete sie weiterhin als Ethnologin, z. B. zu Transformationserfahrungen in Ostdeutschland und Postsozialismus, und ist Mitglied im Bundesverband für Ethnolog*innen e. V.
Als Schriftstellerin ist Anna Sperk in verschiedenen Vereinen und Verbänden Mitglied, darunter der Verband deutscher Schriftstellerinnen und Schriftsteller Sachsen-Anhalt.

## Werk

### Als Schriftstellerin

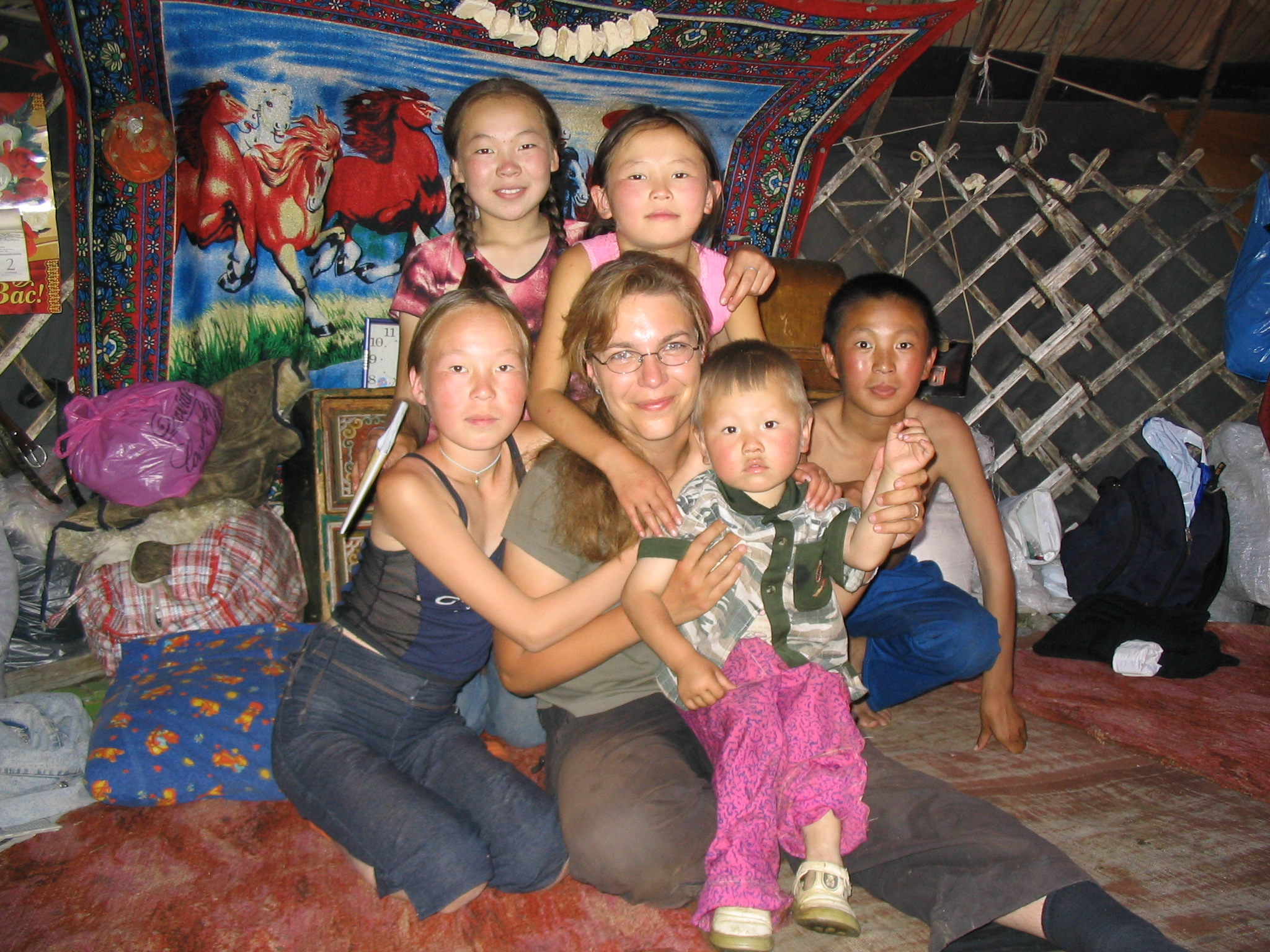
Anett C. Oelschlägel mit tuwinischen Kindern in einer Jurte, 2005

Anna Sperks belletristisches Debüt Die Hoffnungsvollen handelt von der Situation junger Wissenschaftler heute, zeugt vom Faszinosum Wissenschaft und zeichnet ein kritisches Bild des Wissenschaftsbetriebes in Deutschland. Der Roman, der 2016 vom Land Sachsen-Anhalt gefördert wurde, erschien 2017 beim Mitteldeutschen Verlag. Er wurde im Jahr 2018 mit dem Förderpreis des Klopstock-Preises für neue Literatur ausgezeichnet.

„Es sind tiefe und erschütternde Bücher, die uns da ansehen und bevorstehen, aber sie sind auch in der Wolle der Hoffnung gewaschen und gewälzt, sie sind auf einer unbeirrbaren und mutigen Suche, die keinen unberührt lässt, und von atemnehmender Verve.“

Sperks zweiter Roman Neben der Wirklichkeit setzt sich mit der Situation neuro-divergenter Menschen auseinander, die sich sozialer, beruflicher sowie struktureller Diskriminierung ausgesetzt sehen. Ihm folgte ein Erzählungsband … im fliegenden Wechsel. Geschichten aus dem Prekariat, der erneut ein gesellschaftskritisches Thema aufgreift, das akademische Prekariat. Eine Erzählung aus diesem Band erschien unter dem Titel Kein makelloser Mann 2023 als Hörbuch.

### Als Wissenschaftlerin
Als Ethnologin forschte Anett C. Oelschlägel v. a. in Südsibirien und Zentralasien. Sie hat eine Reihe von Arbeiten zu den Themen Religionsethnologie (Animismus, historischer und zeitgenössischer Schamanismus, Divination), mündliche Tradition (zeitgenössische Sagen) und Wirtschaftsethnologie (Hirtennomadismus und kombinierte Wirtschaftsformen), vor allem am Beispiel des südsibirischen Volkes der Tuwiner, veröffentlicht.

## Preise und Ehrungen
- Klopstock-Förderpreis für neue Literatur (2018)[23]

## Bibliographie
Belletristik (Anna Sperk)
- Die Hoffnungsvollen. Roman. Mitteldeutscher Verlag, Halle (Saale) 2017, ISBN 978-3-95462-750-9.
- Neben der Wirklichkeit. Roman. Mitteldeutscher Verlag, Halle (Saale) 2018, ISBN 978-3-96311-014-6.
- … im fliegenden Wechsel. Geschichten aus dem Prekariat. Erzählungen. Mitteldeutscher Verlag, Halle (Saale), November 2020, ISBN 978-3-96311-398-7.
- Kein makelloser Mann. Hörbuch. zielophon, September 2023, ISBN 978-3-9811291-8-2.[24]

Wissenschaft (Auswahl)
- Der Weg der Milch. Zur Produktion und Bedeutung von Milchprodukten bei den West-Tyva Südsibiriens. In: Tribus – Jahrbuch des Linden-Museums Stuttgart. Stuttgart 2000, S. 155–172, urn:nbn:de:kobv:11-d-6299294 (digi-hub.de).
- Der Weiße Weg. Naturreligion und Divination bei den West-Tyva im Süden Sibiriens (= Arbeiten aus dem Institut für Ethnologie der Universität Leipzig. Band 3). Leipziger Universitätsverlag, Leipzig 2004, ISBN 3-937209-52-2.
- „Roter Altai, gib dein Echo!“ Festschrift für Erika Taube zum 65. Geburtstag. Hrsg. von Anett C. Oelschlägel, Ingo Nentwig und Jakob Taube. Leipziger Universitätsverlag, Leipzig 2005, ISBN 3-86583-062-5 (gko.uni-leipzig.de (Memento vom 11. Juli 2020 im Internet Archive) [15,2 MB; 29. Juni 2012, geändert am 18. März 2014]).
- Der Taigageist. Berichte und Geschichten von Menschen und Geistern aus Tuwa. Zeitgenössische Sagen und andere Folkloretexte. Tectum Verlag, Marburg 2013, ISBN 978-3-8288-3134-6.
- Plurale Weltinterpretationen. Das Beispiel der Tyva Südsibiriens. Kulturstiftung Sibirien, Fürstenberg/Havel 2013, ISBN 978-3-942883-13-9 (Zugl.: Leipzig, Univ., Diss., 2011; eingeschränkte Vorschau in der Google-Buchsuche).
- Plural World Interpretations. The case of the South-Siberian Tyvans (= Max Planck Institute for Social Anthropology [Hrsg.]: Halle Studies in the Anthropology of Eurasia. Band 32). LIT Verlag, Berlin 2016, ISBN 978-3-643-90788-2 (eingeschränkte Vorschau in der Google-Buchsuche).